# Sarcophaga peckae
Sarcophaga peckae är en tvåvingeart som först beskrevs av Yu. G. Verves 1977.  Sarcophaga peckae ingår i släktet Sarcophaga och familjen köttflugor. Inga underarter finns listade i Catalogue of Life.